# Pseudophengodes bordoni
Pseudophengodes bordoni är en skalbaggsart som beskrevs av Wittmer 1988. Pseudophengodes bordoni ingår i släktet Pseudophengodes och familjen Phengodidae. Inga underarter finns listade i Catalogue of Life.